# Idiocerus rubricosta
Idiocerus rubricosta är en insektsart som beskrevs av Rauno E. Linnavuori 1956. Idiocerus rubricosta ingår i släktet Idiocerus och familjen dvärgstritar. Inga underarter finns listade i Catalogue of Life.